# Хан, Мухаммад Сиддик
Мухаммад Сиддик Хан (известный как М. С. Хан; 21 марта 1910 — 13 августа 1978) — библиотекарь Центральной библиотеки Даккского университета и основатель факультета библиотековедения (ныне информатики и библиотечного управления). В марте 2004 года правительство Бангладеш посмертно наградило его орденом Дня независимости, высшей государственной наградой для гражданских лиц.

## Ранние годы и образование
Предки Хана происходили из аристократии Империи Великих Моголов и приехали в Янгон, чтобы обучать детей свергнутого императора Бахадура Шаха II. Хан родился 21 марта 1910 года в Янгоне, где работал его отец. Отец умер, когда Хан был ещё ребёнком. Его мать, Болоннесса Бегум, долго судилась с его дядей за большое состояние и недвижимость покойного.
Хан провел детство в Янгоне, там же получил среднее образование. Он сдал вступительный экзамен в 1925 году и занял пятое место в Бирме, сдав четыре предмета на отлично. Он сдал промежуточный экзамен по искусству в 1927 году и стал первым в Янгонском университете, кто с отличием сдал английский язык. В 1929 году он получил степень бакалавра искусств по истории с отличием университета и стал лучшим студентом на втором курсе. В 1932 году он получил степень бакалавра права. В 1936 году он получил степень магистра истории, а также золотую медаль Якуба Абдула Гани. За успешную учёбу он также получил приз Жардин.

## Карьера
Завершив обучение, в 1931 году Хан устроился в Янгонский университет на должность преподавателя истории и политологии и проработал там до начала Второй мировой войны. Среди его учеников был Аун Сан, борец за независимость Мьянмы. Когда Янгон попал под обстрел наступающей японской армии, Хан покинул город, пройдя через горы и добравшись до своего деревенского дома. В 1943 году он стал офицером Департамента гражданской обороны правительства Бенгалии. В следующем году он стал сотрудником по связям с промышленным управлением правительства Бенгалии. В 1946 году он стал генеральным секретарём Бенгальского общества Красного Креста, он продолжил работу в организации после переезда в Дакку и раздела Британской Индии в 1947 году. В 1950 году он стал директором колледжа Дебендра в Маникгандже.
В 1953 году Хан поступил на работу в Даккский университет в качестве секретаря вице-канцлера Сайеда Моаззема Хоссейна, последнего восемь месяцев спустя сменил Уолтер Аллен Дженкинс. В 1954 году Дженкинс отправил Хана за границу для дальнейшего изучения библиотечного дела.
30 сентября 1954 года Хан прибыл в Лондон. После должного завершения вступительных курсов Хан провёл один учебный год, интенсивно работая в университетах и академических библиотеках Великобритании. Его куратор, профессор Ирвин, организовал учебную программу при поддержке нескольких библиотек Лондонского университета, а также библиотек Эдинбургского и Бирмингемского университетов. Хан успешно завершил своё обучение.
В 1954—1956 годах Хан прошёл двухлетний курс теории и практики университетского библиотечного дела в Лондонской школе библиотечного дела и архивов под руководством Ирвина, затем вернулся в Дакку.
По возвращении в июне 1956 года он стал сотрудником Центральной библиотеки университета и работал там до выхода на пенсию в 1972 году. Хан представил дипломный курс по библиотечному делу и вместе с Ахмадом Хоссейном основал Библиотечную ассоциацию Восточного Пакистана. Когда в 1959 году был основан Отдел библиотечного дела, он стал его руководителем. За 19 лет работы в библиотеке он представил десятичную систему классификации Дьюи и руководил её внедрением. После выхода на пенсию он столкнулся с финансовыми проблемами.
Хан в течение нескольких сроков был вице-президентом (1957, 1958 и 1968) и президентом Пакистанской библиотечной ассоциации. Он был вице-президентом Азиатской федерации библиотечной ассоциации с 1957 по 1960 год.
Хан написал ряд книг, а также вёл колонки для Holiday и Bangladesh Observer. Он публиковал бюллетень новостей для Даккского университета и до 1976 года редактировал Eastern Librarian на правах главного редактора.

## Смерть и память
Хан умер 13 августа 1978 года в Дакке после продолжительной болезни. Никаких государственных наград при жизни он не получал. За свой научный вклад он был включён в Королевское историческое общество.
Спустя почти четверть века Совет Тангайла учредил золотую медаль в его честь, её удостоились другие выдающиеся личности, такие как Абдул Хамид Хан Бхашани и Абу Сайед Чоудхури.
В 2004 году Правительство Бангладеш посмертно наградило его орденом Дня независимости, высшей государственной наградой для гражданских. Награду приняла его дочь Ширин Рашид.
21 марта 2010 года, в день 100-летия Хана, Библиотечная ассоциация Бангладеш объявила 21 марта Днём библиотеки Бангладеш.

## Труды

### На английском
История
- «Captain George Sorrel’s Mission to the Court of Amarapura 1793: An Episode in Anglo-Burmese Relations». Journal of the Asiatic Society of Pakistan, vol. II 1957, pp. 131–153
- «Badr Maqams of the Shrines of Badr Al-Din-Auliya». Journal of the Asiatic Society of Pakistan, vol. II 1962, pp. 17–46
- «A Chapter in the Muslim Struggle for Freedom: Establishment of Dacca University». The Dacca University Studies.

Библиотековедение
- «The Oriental Manuscript Collection in Dacca University Library». The Eastern Librarian, vol. I No. 1, 1966, pp. 32–37
- «A Co-operative Acquisition Plan for Pakistan’s Third Five-year Development Plan», 1965-70. Pakistan Librarianship, 1963-64, pp. 93–101
- «College Library Authority and Organization». The Eastern Librarian, vol. III No. 4, 1969, pp. 7–21
- «The Challenge of McLuhan». The Eastern Librarian, vol. 5 No. 3-4, 1971, pp. 187–197
- «Marketing of Books in East Pakistan: Problems, Prospects and Projects». The Eastern Librarian, vol. II No. 1, 1967, pp. 49–62; vol. II No. 2, 1967, pp. 17–23; vol. II No. 3, 1968, pp. 51–61;
- «Book Promotion in School Libraries». Pakistan Librarianship, 1962-63, pp. 92–93
- «A Blueprint for University Library Development». Pakistan Librarianship, 1963-64, pp. 160–170
- «Libraries in Pakistan». The Eastern Librarian, vol. II No. 1, 1967, pp. 1–14
- «Libraries in Education». East Pakistan Education Week, 1968, pp. 34–50
- «University Librarianship To-day and Tomorrow». The Eastern Librarian, vol. III No. 1, 1969, pp. 21–28
- «The India Office Library: Who Owns It?» The Eastern Librarian, vol. I No. 1, 1966, pp. 1–10
- «Our Libraries and Our National Antiquities». The Eastern Librarian, vol. III No. 2, 1968,pp. 1–7
- «Comments on the Government of Pakistan’s Third Five-year Development Plan—1965-1970». Pakistan Librarianship, 1963—1964, pp. 55–56

### На бенгальском
- বাংলা মুদ্রণ ও প্রকাশনার গোড়ার কথা (Early History of Bengali Printing and Publication). Bangla Academy, Dhaka. 1371 (Bengali Year), pp. 206, illustrated Price. 5.00 taka (бенгальская версия)
- বাংলা মুদ্রণ প্রকাশকে কেরী যুগ (Carry Period in Bengali Publication).Sahitya Protika. 5:1, 1368 (Bengali Year) pp. 153—268 (бенгальская версия)
- বাংলা মুদ্রণের গোড়ার যুগের ইতিহাস (Early History of Bengali Printing) Gronthagar. 1369. pp. 243—268(бенгальская версия)
- গ্রন্থাগার সম্প্রসারণ ও জনপ্রিয়তা বৃদ্ধির উপায় (Techniques of Library Extension and Popularization). Pak Samachar, 1956(бенгальская версия)
- শিশু গ্রন্থাগার (Children Library). Boi. 2:10, 1959
- গ্রন্থ: গ্রন্থাগারিক ও গ্রন্থবিক্রেতা (The Book: Librarian and Book Seller). Porikrom. 2:2 October 1962
- ব্রহ্মদেশের ইতিহাসে মুসলমান (Muslim in Burmese History). Bangla Academy Potrika. 5:1, 1961. pp. 33–37.